# سنا لانکوسااری
سنا لانکوسااری (انگلیسی: Sanna Lankosaari؛ زادهٔ ۲۰ اوت ۱۹۷۸) بازیکن هاکی روی یخ اهل فنلاند است.